# Cementerio de San Teodoro
El Cementerio San Teodoro es un cementerio ubicado en la ciudad de Piura, Perú. Fue el primer cementerio extramuros construido para la ciudad.

## Historia
En Piura, hasta el siglo XIX, los entierros se realizaban en las criptas de las iglesias. Entre los templos que recibían entierros estaban la Catedral, San Francisco, Del Carmen y San Sebastián. La orden de construcción del primer cementerio a las afueras de la ciudad llegó en 1814; sin embargo, debido a desacuerdos sobre el origen de los fondos para su edificación, el encargo nunca se llevó a cabo en su totalidad. No sería sino hasta 1838 en que se atendería la orden y se concluiría con la construcción del cementerio en un terreno ubicado al norte de la ciudad (hoy ubicado dentro de la Zona monumental de Piura a una distancia lineal de 800 metros al norte de la Plaza de Armas de Piura).
Este terreno fue fundado por Francisco Javier Fernández de Paredes y Noriega, VII Marqués de Salinas. Precisamente fue su hijo, Teodoro de Todos lo Santos Fernández de Paredes y Carrasco, el primer enterrado en el cementerio tal como se señala en una placa ubicada en la entrada de la capilla principal del Cementerio. El cementerio en su construcción tuvo una planta octogonal, la misma que fue materia de cinco sucesivas ampliaciones hasta la actualidad.
El 20 de junio del 2000, el Instituto Nacional de Cultura emite la resolución jefatural declaran como Patrimonio Cultural de la Nación el cementerio de San Teodoro.